# Білоруцька сільська рада
Білоруцька сільська рада — (біл. Бяларуцкі сельсавет), адміністративно-територіальна одиниця в складі Логойського району розташована в Мінській області Білорусі. Адміністративний центр — Білоручі.
Білоруцька сільська рада розташована на межі центральної Білорусі, у північній частині Мінської області орієнтовне розташування — супутникові знимки [Архівовано 11 червня 2020 у Wayback Machine.], на південний схід від Логойська.
До складу сільради входять такі населені пункти:
- Олекшиці
- Білоручі
- Вяча
- Великі Гаяни
- Дубниця
- Закриниччя
- Корбачівка
- Малі Гаяни
- Марковщина
- Мерковичи
- Метличино
- Мочани
- Вільховець
- Присілки
- Прудище
- Семково
- Суха Гора
- Тукалівка